# 기절 놀이
기절 놀이(영어: Choking game)는 목을 조르거나, 가슴을 강하게 눌러 기도를 폐쇄해 저산소증을 유도, 일시적으로 실신시키는 폭력, 고문 행위이다.

## 형태

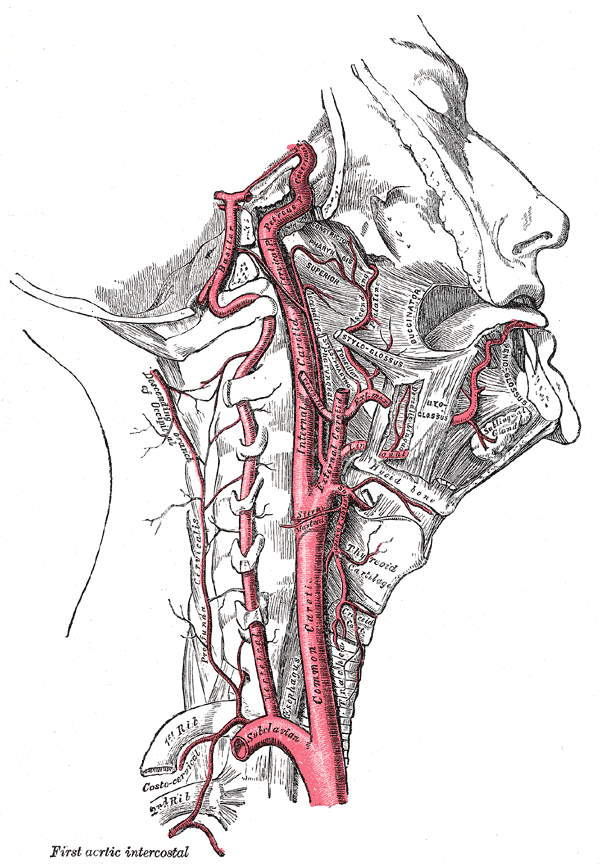
기절 놀이로 인해 차단되는 경동맥

기절 놀이는 목을 조르거나 가슴을 강하게 누르는데 이것은 종합격투기나 프로레슬링 등에서 볼 수 있는 기술 중 상대방을 품에 안는 자세로 목을 조르는 기술인 '리어 네이키드 초크(Rear Naked Choke)'와 유사하다. 이 기술은 목에 감은 팔로 상대의 경동맥을 압박, 뇌로 가는 피를 차단해 최소 5초 안에 혼절시킬 수 있는 기술이다.

## 원인
이는 당하는 이에게는 저산소증으로인한 순간적인 희열감을 주며, 행하는 이에게는 자신의 힘 과시와 타인의 고통에 따른 희열감을 느끼기 위해서이다. 약자에게 폭력을 행하거나 이를 강요하여 실신하게 한 뒤 집단 폭행으로 깨우는 등 즐기는데 사용한다. 혹은 청소년 집단에서 또래끼리 장난으로 행하기도 한다.

## 피해

### 저산소증
이에 따른 저산소증은 당하는 자의 뇌에 치명적인 부작용을 일으켜 비정상적 두뇌활동을 초래하며, 뇌 외에도 척추로 가는 혈관의 공급 또한 막아 척추기능 손상을 부르며, 심장과 간, 콩팥의 세포에 산소 공급을 막아 세포 괴사를 부르며, 이는 심장마비나 급성 신세뇨관 괴사와 같은 치명적인 결과를 초래될 수 있다.

### 외상
실신시에는 바닥으로 쓰러지게 되는데 이 때 뇌가 바닥을 향할 경우 뇌에 금이 갈 수 있다.

### 정신
이러한 행위는 피해자가 원치 않는 집단따돌림, 폭력 등의 상황에서 일어난다면 우울증으로 연결될 수 있다.

## 대응

### 프랑스
프랑스는 2007년 6월부터 기절놀이로 희생한 아이를 가진 부모님들을 중심으로 기절놀이의 위험성을 경고하는 팜플렛을 제작해 시민들에게 나눠주고, 교육 당국도 이에 참여하는 방식으로 기절 놀이 근절 켐페인을 벌이고 있다.

## 같이 보기
- 질식
- 고문
- 집단 따돌림